# Setto interventricolare
Il setto interventricolare è quella parte del cuore che occupa la parete mediale dell'organo tanto sul versante del ventricolo sinistro, quanto del ventricolo destro.  Ha una forma triangolare la cui base corrisponde agli atri e l'apice alla punta del cuore.
Nel cuore in situ è orientato in modo che la sua porzione sinistra guardi in basso e indietro, mentre quella destra guarda in alto e in avanti. Il setto ha una forma convessa dalla parte del ventricolo destro e concava nel ventricolo sinistro. Osservandolo sul suo asse verticale, si ritorce su se stesso similmente ad un'elica: tale aspetto è stato inizialmente visualizzato osservando una serie di sezioni di un cuore fissato in contrazione.
Lo spessore del setto non è uniforme e può dividersi in due parti:
1. una parte muscolosa, che rappresenta quasi tutto il setto, è costituisce la parte inferiore;
2. una parte membranosa, più sottile, che corrisponde alla parte superiore ed è poco estesa. Tale porzione è posta al di sotto della valvola aortica, nella porzione compresa tra il lembo posteriore e il lembo destro.[2]

La superficie destra del setto è liscia e su di essa si attacca la cuspide mediale della tricuspide. La sua faccia sinistra corrisponde a una depressione indicata con il nome di faccetta sottosemilunare del ventricolo sinistro.